# La Bâtie-Rolland
La Bâtie-Rolland is een gemeente in het Franse departement Drôme (regio Auvergne-Rhône-Alpes). De plaats maakt deel uit van het arrondissement Nyons. La Bâtie-Rolland telde op 1 januari 2022 1.068 inwoners.

## Geografie
De oppervlakte van La Bâtie-Rolland bedraagt 8,33 vierkante kilometer; de bevolkingsdichtheid is 124 inwoners per km².

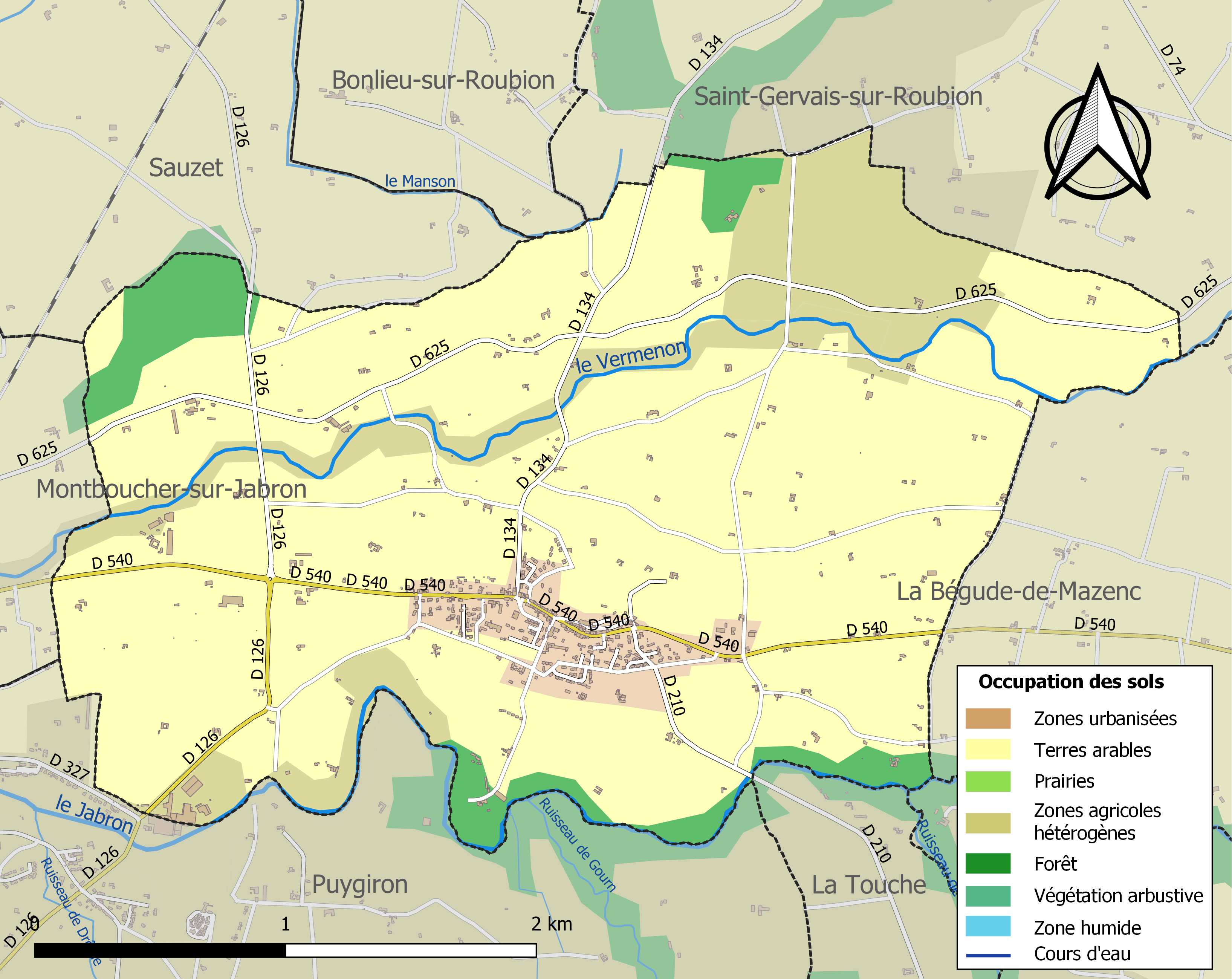
Kaart van de gemeente met belangrijkste infrastructuur, bodemgebruik en omliggende gemeenten

## Demografie
Onderstaande figuur toont het verloop van het inwonertal (bron: INSEE-tellingen).